# Лексингтон (округ)
Округ Лексингтон (англ. Lexington County) располагается в штате Южная Каролина, США. Официально образован в 1804 году. По состоянию на 2013 год, численность населения составляла 273 752 человека.

## География
В соответствии с данными указанными на сайте центрального статистического органа страны — Бюро переписи населения США, общая площадь округа Лексингтон равняется 1963,222 км2, из которых 1810,412 км2 приходится на сушу и 152,81 км2 или 7,74% занимает водная поверхность.

## Население
По данным переписи населения 2000 года в округе проживает 216 014 жителей в составе 83 240 домашних хозяйств и 59 849 семей. Плотность населения составляет 119,00 человек на км2. На территории округа насчитывается 90 978 жилых строений, при плотности застройки около 50,00-ти строений на км2. Расовый состав населения: белые — 84,18 %, афроамериканцы — 12,63 %, коренные американцы (индейцы) — 0,34 %, азиаты — 1,05 %, гавайцы — 0,04 %, представители других рас — 0,79 %, представители двух или более рас — 0,98 %. Испаноязычные составляли 1,92 % населения независимо от расы.

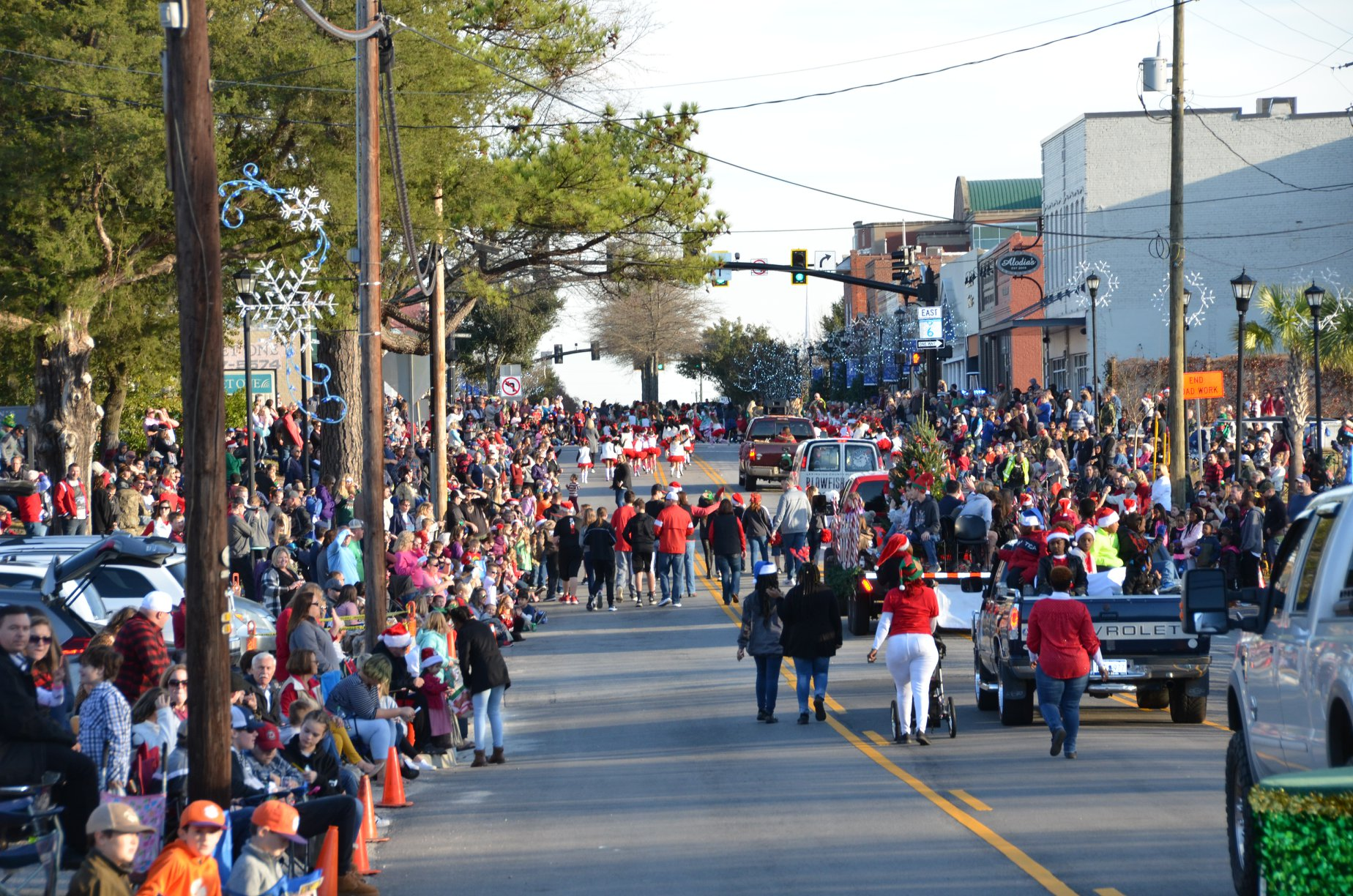
Жители Лексингтона на Рождественским параде

В составе 35,50 % из общего числа домашних хозяйств проживают дети в возрасте до 18 лет, 56,60 % домашних хозяйств представляют собой супружеские пары проживающие вместе, 11,60 % домашних хозяйств представляют собой одиноких женщин без супруга, 28,10 % домашних хозяйств не имеют отношения к семьям, 22,50 % домашних хозяйств состоят из одного человека, 6,90 % домашних хозяйств состоят из престарелых (65 лет и старше), проживающих в одиночестве. Средний размер домашнего хозяйства составляет 2,56 человека, и средний размер семьи 3,01 человека.
Возрастной состав округа: 26,10 % моложе 18 лет, 8,30 % от 18 до 24, 31,60 % от 25 до 44, 23,80 % от 45 до 64 и 23,80 % от 65 и старше. Средний возраст жителя округа 36 лет. На каждые 100 женщин приходится 94,50 мужчин. На каждые 100 женщин старше 18 лет приходится 91,30 мужчин.
Средний доход на домохозяйство в округе составлял 44 659 USD, на семью — 52 637 USD. Среднестатистический заработок мужчины был 36 435 USD против 26 387 USD для женщины. Доход на душу населения составлял 21 063 USD. Около 6,40 % семей и 9,00 % общего населения находились ниже черты бедности, в том числе — 11,10 % молодежи (тех, кому ещё не исполнилось 18 лет) и 9,30 % тех, кому было уже больше 65 лет.